# Jonathan Blanco
Jonathan Matías Blanco (José C. Paz, Buenos Aires, Argentina, 28 de abril de 1987) es un futbolista argentino. Juega de mediocampista y su equipo actual es San Martín de San Juan que disputa en la Primera Nacional.

## Trayectoria
En el 2010 pasa a jugar en el Club Atlético Aldosivi, donde permaneció hasta junio de 2012.
En julio de 2012 es presentado como nuevo jugador de Club Olimpo. Al terminar el contrato con la institución en diciembre de 2017, se convierte en jugador de Agropecuario.

## Clubes
|  | Club                   | País      | Año           | PJ  | Goles |
|  | ---------------------- | --------- | ------------- | --- | ----- |
|  | Tigre                  | Argentina | 2008-2011     | 53  | 2     |
|  | Aldosivi               | Argentina | 2011-2012     | 34  | 1     |
|  | Olimpo                 | Argentina | 2012-2017     | 144 | 14    |
|  | Agropecuario           | Argentina | 2017-2020     | ?   | ?     |
|  | All Boys               | Argentina | 2021          | ?   | ?     |
|  | Barracas Central       | Argentina | 2022          | ?   | ?     |
|  | San Martín de San Juan | Argentina | 2023-Presente | ?   | ?     |